# 414
Évszázadok: 4. század – 5. század – 6. század
Évtizedek: 370-es évek – 370-es évek – 380-as évek – 390-es évek – 400-as évek – 410-es évek – 420-as évek – 430-as évek – 440-es évek – 450-es évek – 460-as évek
Évek: 409 – 410 – 411 – 412 –  413 – 414 – 415 – 416 – 417 – 418 – 419

## Események

### Nyugat- és Keletrómai Birodalom
- Flavius Constantiust (nyugaton) és Flavius Constanst (keleten) választják consulnak.
- Január 1. - Athaulf vizigót király feleségül veszi Galla Placidiát (Honorius nyugatrómai császár féltestvérét), aki még Róma 410-es kifosztásakor esett a vizigótok fogságába.
- Június 4. - Anthemius régens halála (vagy menesztése) után a 13 éves II. Theodosius keletrómai császár augusta (császárnő) címet adományoz 15 éves nővérének, Pulcheriának, aki átveszi a régensi szerepet a birodalomban és egyúttal nővéreivel együtt örök szüzességet fogad (állítólag azért hogy elriassza a potenciális kérőket).
- Honorius és Athaulf között elmérgesedik a viszony; a császár fővezére, Flavius Constantius blokád alá veszi a vizigótok által elfoglalt kikötővárosokat. Athaulf válaszul Burdigalában másodszor is császárrá kiáltja ki Priscus Attalus szenátort.

### Kína
- Nyugati Csin állam megtámadja és annektálja Déli Liang államot.
- Fa-hszien buddhista szerzetes hazatér indiai útjáról, megírja könyvét a déli buddhista országokról és elkezdi lefordítani az útja során szerzett szent szövegeket.

## Halálozások
- Synesius, görög filozófus

## Fordítás
- Ez a szócikk részben vagy egészben  a(z)   414 című angol Wikipédia-szócikk ezen változatának fordításán alapul.  Az eredeti cikk szerkesztőit annak laptörténete sorolja fel. Ez a jelzés csupán a megfogalmazás eredetét és a szerzői jogokat jelzi, nem szolgál a cikkben szereplő információk forrásmegjelöléseként.